# Триакистетраэдр
Триакистетра́эдр (от др.-греч. τριάχις — «трижды», τέτταρες — «четыре» и ἕδρα — «грань»), также называемый тригон-тритетраэдром, — полуправильный многогранник (каталаново тело), двойственный усечённому тетраэдру. Составлен из 12 одинаковых тупоугольных равнобедренных треугольников, в которых один из углов равен {\displaystyle \arccos \left(-{\frac {7}{18}}\right)\approx 112{,}89^{\circ },} а два других {\displaystyle \arccos \,{\frac {5}{6}}\approx 33{,}56^{\circ }.}
Имеет 8 вершин; в 4 вершинах (расположенных так же, как вершины правильного тетраэдра) сходятся своими острыми углами по 6 граней, в 4 вершинах (расположенных так же, как вершины другого правильного тетраэдра) сходятся тупыми углами по 3 грани.
У триакистетраэдра 18 рёбер — 6 «длинных» (расположенных так же, как рёбра правильного тетраэдра) и 12 «коротких». Двугранный угол при любом ребре одинаков и равен {\displaystyle \arccos \left(-{\frac {7}{11}}\right)\approx 129{,}52^{\circ }.}
Триакистетраэдр можно получить из правильного тетраэдра, приложив к каждой его грани правильную треугольную пирамиду с основанием, равным грани тетраэдра, и высотой, которая в {\displaystyle {\frac {5{\sqrt {6}}}{2}}\approx 6{,}12} раз меньше стороны основания. При этом полученный многогранник будет иметь по 3 грани вместо каждой из 4 граней исходного — с чем и связано его название.

## Метрические характеристики
Если «короткие» рёбра триакистетраэдра имеют длину {\displaystyle a}, то его «длинные» рёбра имеют длину {\displaystyle {\frac {5}{3}}a\approx 1{,}67a,} а площадь поверхности и объём выражаются как
{\displaystyle S={\frac {5{\sqrt {11}}}{3}}a^{2}\approx 5{,}5277080a^{2},}
{\displaystyle V={\frac {25{\sqrt {2}}}{36}}a^{3}\approx 0{,}9820928a^{3}.}
Радиус вписанной сферы (касающейся всех граней многогранника в их инцентрах) при этом будет равен
{\displaystyle r={\frac {5{\sqrt {22}}}{44}}a\approx 0{,}5330018a,}
радиус полувписанной сферы (касающейся всех рёбер) —
{\displaystyle \rho ={\frac {5{\sqrt {2}}}{12}}a\approx 0{,}5892557a.}
Описать около триакистетраэдра сферу — так, чтобы она проходила через все вершины, — невозможно.